# Caterham Moto Racing Team
Caterham Moto Racing Team — малайзійська мотогоночна команда, входить до складу холдингу Caterham Group. Дебютувала у чемпіонаті світу з шосейно-кільцевих мотоперегонів MotoGP у сезоні 2014 у класі Moto2. В сезоні 2015 перейшла до нижчого класу, Moto3.

## Історія
20 листопада 2013 року FIM оголосила попередній склад учасників сезону 2014 року у класі Moto2, у якому вперше з'явилась команда «Caterham Moto Racing». Камарудін Меранун (Kamarudin Meranun), керівник мотоциклетного відділу Caterham Group заявив, що кінцева мета проекту — участь у чемпіонаті в класі MotoGP.
Компанія прагнула розвинути свій проект максимально швидко і, можливо, навіть розробити власний прототип. Для початку «Caterham Group» організувала команду в чемпіонаті Moto2, підписавши гонщиків Джоша Херріна і Йоана Зарко. У дебютному сезоні Caterham співпрацювала з компанією Suter Racing Technology, яка займалася розвитком шасі і гоночних рам.
Титульним спонсором команди у дебютному сезоні став малайзійський лоу-кост авіаперевізник «AirAsia».
Перші три гонки виявились для команди невдалими: обоє гонщиків команди не змогли набрати жодного очка. Проте, вже у четвертій гонці сезону, на Гран-Прі Іспанії, Зарко посів 8 місце, здобувши для команди дебютні вісім очок. На Гран-Прі Каталонії стався історичний момент для «Caterham Moto Racing Team» — Йоан Зарко вперше піднявся на подіум, зайнявши 3-є місце. На гонці у Великої Британії француз встановив ще одне досягнення, завоювавши поул. На відміну від Зарко, результати Херріна не радували — у 10 гонках він не здобув жодного очка. Це спонукало керівництво команди по ходу сезону змінити його на досвідченого тайського гонщика Раттапарка Вілайро. Загалом же в сезоні Зарко 4 рази підіймався на подіум, постійно займаючи на ньому 3-є місце, що дозволило йому в загальному заліку зайняти 6-е місце.
Проте сама команда протягом сезону відчула фінансові проблеми, що втілилось у продаж Тоні Фернандесом Caterham Group групі швейцарських та близькосхідних інвесторів. Внаслідок цього керівництво команди змушене було відмовитись від участі у змаганнях серії Moto2 в наступному сезоні, але, заручившись підтримкою адміністрації автомотодрому Сепанг, вони все ж змогли знайти кошти для участі в наступному сезоні у класі Moto3.

### Статистика сезонів
| Сезон | Клас  | Назва команди                                                      | Мотоцикл   | № | Гонщик            | Гонки | Пер | Под | ПП | НК | ОГ  | МГ | Очки | Місце |
| ----- | ----- | ------------------------------------------------------------------ | ---------- | - | ----------------- | ----- | --- | --- | -- | -- | --- | -- | ---- | ----- |
| 2014  | Moto2 | AirAsia Caterham Moto Racing AirAsia Caterham Caterham Moto Racing | Suter MMX2 | 2 | Джош Херрін       | 10    | 0   | 0   | 0  | 0  | 0   | —  | —    | —     |
| 2014  | Moto2 | AirAsia Caterham Moto Racing AirAsia Caterham Caterham Moto Racing | Suter MMX2 | 5 | Йоан Зарко        | 18    | 0   | 4   | 1  | 0  | 146 | 6  | —    | —     |
| 2014  | Moto2 | AirAsia Caterham Moto Racing AirAsia Caterham Caterham Moto Racing | Suter MMX2 | 5 | Раттапарк Вілайро | 7     | 0   | 0   | 0  | 0  | 0   | —  | —    | —     |